# Jardim São José (Goiânia)
Jardim São José é um bairro localizado na periferia do município de Goiânia, na Região Oeste da cidade, ao lado do Conjunto Vera Cruz. Construído durante a década de 2000, a área do bairro é de cerca de 11km2.
Segundo dados do Instituto Brasileiro de Geografia e Estatística (IBGE), divulgados pela prefeitura, no Censo 2010 a população do Jardim São José era de 1 318 pessoas.